# Hrabstwo Craig (Wirginia)

Piramida wieku hrabstwa

Hrabstwo Craig – hrabstwo w USA, w stanie Wirginia, według spisu z 2000 roku liczba ludności wynosiła 5091. Siedzibą hrabstwa jest New Castle.

## Geografia
Według spisu hrabstwo zajmuje powierzchnię 856 km², z czego 856 km² stanowią lądy, a 0 km² – wody.

### Miasta
- New Castle